# Brachystegia floribunda
Brachystegia floribunda är en ärtväxtart som beskrevs av George Bentham. Brachystegia floribunda ingår i släktet Brachystegia och familjen ärtväxter. Inga underarter finns listade i Catalogue of Life.